# Kim Fupz Aakeson

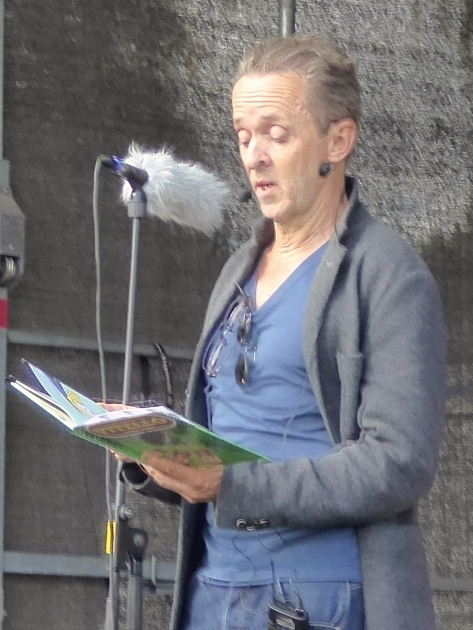
Kim Fupz Aakeson (2019)

Kim Fupz Aakeson (* 12. September 1958 in Vesterbro, Kopenhagen) ist ein dänischer Schriftsteller, Illustrator, Comicautor und Drehbuchautor.

## Leben
Nach der Scheidung seiner Eltern wuchs Kim Fupz Aakeson in der Albertslund Kommune auf und machte 1977 seinen Schulabschluss am Vallensbæk Gymnasium, worauf er anschließend die Tvinds Rejsende Højskole besuchte, eine Schule, deren Hauptaugenmerk darin liegt, Erfahrungen des Lebens in Entwicklungsländern zu vermitteln. Allerdings bezeichnete er diese 16 Monate rückblickend, insbesondere wegen deren „ideologischen Anspruchs“, als „Schock fürs Leben“. Anschließend ging er mit einigen Freunden zurück nach Kopenhagen, wo er sich mit den unterschiedlichsten kreativen Berufen über Wasser hielt. So zeichnete er, schrieb, musizierte und arbeitete auch zeitweise in einem lokalen Radiosender. Dabei entdeckte er vor allen Dingen seine Leidenschaft für den Comic, so dass er nach dem Besuch eines Abendkurses anfing, als Comiczeichner zu arbeiten. Seine ersten Werke wurde bei den dänischen Zeitungen Ugeavisen København und Politisk Revy veröffentlicht.
Nachdem er bereits seine beiden Comics Gå løs på livet (1982) und Kys! (1984) veröffentlicht hatte, ärgerte er sich immer mehr über die Fristen, die er einhalten musste, so dass er sich für andere Buchformate interessierte und ab 1984 mit Hvem vover at vække guderne? sein erstes Bilderbuch veröffentlichte. Dabei entdeckte er, dass ihm insbesondere das Schreiben relativ einfach fiel, weswegen er sich immer stärker auf das Schreiben und weniger auf das Zeichnen verlegte. Zwar arbeitete er auch weiterhin nebenbei als Zeichner für die dänische Wochenzeitung Weekendavisen, aber bereits 1992 erschien, nachdem er zuvor mehrere Kinderbücher geschrieben hatte, mit De Gale sein erster Roman. Bei seinen Kinderbüchern arbeitete er mit bekannten schwedischen und dänischen Illustratoren wie Cato Thau-Jensen, Tina Modeweg-Hansen und Otto Dickmeiss zusammen. Er legte thematisch insbesondere den Wert auf Themen wie „Tod, Krankheit und Elend“ und den Umgang der Kinder damit. Und nachdem er mit seinem Roman Min Laslo 1993 erstmals ein Buch für Erwachsene veröffentlicht hatte, studierte er noch anderthalb Jahre an Den Danske Filmskole Drehbuch. Er selbst gab dazu an, dass er feststellte, dass er die letzten zehn Jahre zu Hause in der Freistadt Christiania bei seiner Tochter arbeitete und niemanden sah, weswegen er sich unbedingt nochmal verändern wollte.
Während des Studiums lernte er die dänische Regisseurin Pernille Fischer Christensen kennen, für die er Filme wie En Soap, Der Tanz und Eine Familie schrieb.

## Werke

### Originalwerke
- 1982: „Gå løs på livet“ (Comic)
- 1984: „Hvem vover at vække guderne?“
- 1984: „Kys!“
- 1984: „General von Falderalala (den grusomme)“
- 1984: „Langt ud af halsen!!“ (Comic)
- 1985: „Tillykke Hr. Struganoff“
- 1985: „Da Theodor Thomsen fik vinger“
- 1985: „Nissen der ville være berømt“
- 1988: „Poeten fra Vanløse“
- 1988: „Didriksen detektiverne“
- 1988: „Hr. Wilders stjerne“
- 1989: „Verdens grimmeste pige“
- 1989: „Op og stå“ (Comic)
- 1990: „Stor og stærk“
- 1990: „Dengang min onkel Kulle blev skør“
- 1991: „Pip og papegøje“
- 1991: „Englebarnet“
- 1992: „Sallies historier“
- 1992: De Gale, (Roman)
- 1993: „Min Laslo“
- 1993: „En helt anden historie“
- 1994: „Svendman“
- 1994: „Lyden af Eva“
- 1995: „Og så er det godnat!“
- 1996: „Stakkels konge“
- 1996: „Dyrekredsen“
- 1996: „Prinsessen der altid havde ret“
- 1998: „Læseren“
- 1998: „Alting og Ulla Vilstrup“
- 1999: „Pigen der krøb“
- 1999: „Da Gud fik en hobby“
- 1999: „Min uartige mund“
- 1999: „Rokketand“
- 1999: „Popmusik“
- 1999: „Fandens Far!“
- 2000: „Poulsens pirater“
- 2001: „Party“
- 2001: „Den grusomme jæger“
- 2001: „Drengen der lå i sin seng, mens hans far og damefrisøren så på“
- 2002: „Mellemvægt“
- 2002: „Miraklernes tid“
- 2002: „Endnu flere helt andre historier“
- 2002: „Manden og damen og noget i maven“
- 2003: „X“
- 2003: „En helt anden historie og andre historier“
- 2003: „Kollision“
- 2003: „Min onkel og min onkels nye hund“
- 2003: „Ordbog“
- 2003: „Tante T“
- 2004: „Pigen der fik rigtig mange søskende“
- 2004: „En pige, en løve, en storvildtjæger“
- 2004: „Farmanden“
- 2004: „Den legetøjsløse stakkel“
- 2005: „Så blev Farfar et spøgelse“
- 2005: „Cowboy, cowboy“
- 2005: „Anden omgang“
- 2006: „Kommando Villavej“
- 2006: „En historie om vokseværk“
- 2006: „Damen der elskede sin dreng“
- 2006: „Den store Fupz“
- 2006: „Engelbrecht H og den sidste chance“
- 2007: „Verdens uartigste dreng“
- 2007: „Pigen der skulle vælge“
- 2007: „Tilløb“
- 2007: „Derfor prutter man“
- 2008: „Vitello vil have en far“
- 2008: „Vitello ridser en bil“
- 2008: „Vitello graver et hul“
- 2008: „Vitello ønsker sig en hund“
- 2009: „Jonna er 54“
- 2009: „Vitello møder Gud“
- 2010: „Vitello bygger en monsterfælde“
- 2010: „Vitello napper en kat“
- 2010: „Vitello skal have en papfar“
- 2011: „Babyen der ikke ville ud“
- 2011: „Jeg begyndte sådan set bare at gå“
- 2011: „Paradis“
- 2011: „I love you Danmark“

### Übersetzung ins Deutsche
- 1997: Sven wird Supermann
- 1997: Wenn kleine Monster schlafen gehen
- 1998: Die Didriksen-Detektive
- 1999: Eins, zwei, drei – ein Papagei!
- 2000: Ulla und alles
- 2005: Erik und das Opa-Gespenst
- 2012: Radieschen von unten
- 2013: Täter wie wir
- 2014: Das Löwenmädchen

## Filmografie (Auswahl)
- 1997: Hannibal & Jerry
- 1998: Sallies historier
- 1999: Der einzig Richtige (Den eneste ene)
- 2000: Miracle – Ein Engel für Dennis P. (Mirakel)
- 2002: Kleine Mißgeschicke (Små ulykker)
- 2002: Okay
- 2003: Alt, neu, geliehen & blau (Se til venstre, der er en svensker)
- 2004: In deinen Händen (Forbrydelser)
- 2004: Lad de små børn…
- 2005: Anklaget
- 2005: Kinamand
- 2005: Chinaman (Kinamand)
- 2006: 1:1
- 2006: En Soap
- 2006: Rene hjerter
- 2007: Andre omgang
- 2007: Wen man liebt (Den man älskar)
- 2008: Der Tanz (Dansen)
- 2008: Little Soldier (Lille soldat)
- 2010: Ein Mann von Welt (En ganske snill mann)
- 2010: Eine Familie (En familie)
- 2011: Happy End
- 2011: Perfect Sense
- 2011: Værelse 304
- 2012: Gnade
- 2014–2015: Helden am Herd (Bankerot, Fernsehserie, zwölf Folgen)
- 2014: Kraftidioten (In Order Of Disappearance)
- 2017: Ich bin William (Jeg er William)
- 2017: Darling
- 2018: Astrid (Unga Astrid)
- 2018: Cry Wolf (Ulven kommer, Fernsehserie, zwei Folgen)
- 2023 Huset/Das Haus (Fernsehserie)

## Auszeichnungen

### Film
Robert
- 2000: Auszeichnung in der Kategorie Bestes Originaldrehbuch für Der einzig Richtige
- 2001: Nominierung in der Kategorie Bestes Originaldrehbuch für Miracle – Ein Engel für Dennis P.
- 2003: Nominierung in der Kategorie Bestes Originaldrehbuch für Okay
- 2005: Nominierung in der Kategorie Bestes Originaldrehbuch für In deinen Händen
- 2005: Nominierung in der Kategorie Bestes Originaldrehbuch für Lad de små børn…
- 2007: Nominierung in der Kategorie Bestes Originaldrehbuch für Rene hjerter
- 2007: Nominierung in der Kategorie Bestes Originaldrehbuch für En Soap
- 2012: Nominierung in der Kategorie Bestes Originaldrehbuch für Eine Familie

Bodil
- 2003: Auszeichnung mit dem Ehrenpreis für besondere Verdienste um den dänischen Film